# 花葬
「花葬」（かそう）は、日本のロックバンド、L'Arc〜en〜Cielの11枚目のシングル。1998年7月8日発売。発売元はKi/oon Records。

## 概要
「HONEY」「浸食 〜lose control〜」のシングル2作と合わせ、＜シングル3枚同時発売＞された内の一作。
本作の表題曲「花葬」は、幻想的で美しさの中にも毒が潜む壮大な空気感を持ったミディアム・ナンバーとなっている。なお、作曲者のken曰く、この曲を制作していたときは「夜中に花びらがバーッと舞い散っている画」をイメージしていたという。また、完成したこの曲の印象について、kenは「国で言ったら日本濃度が強いかもしれない」と語っている。（詳細は楽曲解説の項目を参照）
余談だが、韓国人ラッパーのHyottoko Jrとプロデューサーチームを組むDON（D&H/TinyVoice,Production）は、この曲について「ダークで美しいメロディにとても感動したんです。そこから音楽にハマりました」と音楽雑誌『サウンド&レコーディング・マガジン』で語っており、「音楽への目覚めの一曲」としてあげている。さらにロックバンド、betcover!!が2022年に発表したアルバム『卵』の収録曲「ばらばら」は、ボーカルの柳瀬曰く、「花葬」の耽美的な歌唱法を模して歌っているという。
また、本作には、従来のL'Arc〜en〜Cielのシングル作品で収録されていた、表題曲のインストゥルメンタルとカップリング曲が収められていない。表題曲1曲のみのCDシングルは、同日発売の「HONEY」とともに、L'Arc〜en〜Cielにとってこれが初となった。

## リリース

### リリースの経緯
この＜シングル3枚同時発売＞は、レコード会社のスタッフからの提案がきっかけで決まったものだったという。tetsuyaは、3枚同時発売という案を聞いたときの心境について「"（3枚同時発売は）バカっぽくていいかな"と。反対するための強い理由もなかったし。まあ3曲PVを撮んなきゃなんないし、もっと忙しくなるかなと思ったんで、その部分は反対と言えば、反対だったというのもあるけど」と語っている。
なお、本作の表題曲は当初、シングル「HONEY」のカップリングに収録する予定で制作されていたという。ただ、この曲の出来栄えが良かったこともあり、レコード会社のスタッフの発案により「HONEY」「浸食 〜lose control〜」と合わせ、シングル3作を同時発売する運びとなった。

### リリースプロモーション
本作のリリースプロモーションとして、1998年5月13日に全国7都市の街頭ビジョンで本作を含めた"シングル3枚同時発売"が大々的に告知されている。
本作発売週には、ビルに立て籠もった指名手配犯が「3枚同時！3枚同時に持ってこい！」と要求するテレビCMが全国放送されている。ちなみに、このテレビCMには刑事役としてプロレスラーの藤原喜明が出演している。
余談だが、2019年12月3日には前記のテレビCMをセルフリメイクしたCMが制作されている。L'Arc〜en〜Cielはセルフリメイク版の公開日に公式YouTubeアーティストチャンネルを開設しており、これに合わせて「HONEY」「花葬」「浸食 〜lose control〜」の3曲のミュージック・ビデオを同サイトにて期間限定で同時公開している。

### リリース形態
本作は、通常盤（CD）の1形態でリリースされている。ちなみにフィジカルは、当時8cmシングルとして発表されていたが、2006年のシングル14作品再発企画において12cmシングルで再発売されている。
また、今回の表題曲が、同日に発売したシングル「HONEY」のカップリング曲として収録される予定があったことを踏まえてか、ジャケットデザインには「HONEY」のアートワークに写っている被写体と同一人物が起用されている。

### チャート
発売初週となる1998年7月20日付のオリコン週間シングルチャートでは、初動50万枚以上を売り上げ初登場で最高位4位を獲得している。この初動売上はオリコン週間4位の初動としてはオリコンチャート歴代最高記録となっている。また、発売翌週の1998年7月27日付のオリコン週間シングルチャートでは週間6位を記録。発売翌々週には週間7位、さらに次の週には週間6位を記録し、「HONEY」「浸食 〜lose control〜」を含めオリコン週間シングルチャートに4週連続3作同時TOP10入りを達成している（「花葬」単体では7週連続で週間TOP10にランクインし続けている）。さらに、L'Arc〜en〜Cielのシングル作品では、本作と同日に発表したシングル「HONEY」に続き通算2作目のミリオンセラー（累計売上約104.9万枚）を記録した。
また、本作発売から約21年後となる2019年12月11日からSpotify、Apple Musicをはじめとした各種サブスクリプションサービス（定額制音楽配信）にて、この日までに発表したL'Arc〜en〜Cielの全楽曲のストリーミング配信を全世界で一斉解禁しているが、同日のBillboard JAPANの楽曲ツイート数を集計したチャートにおいて、表題曲が14位にジャンプアップし、初めてTOP100内にランクインを果たしている。

## ミュージックビデオ
表題曲「花葬」のミュージック・ビデオは、「浸食 〜lose control〜」の映像監督も担当したHiguchinskyがディレクターを務めた作品となっている。また、この映像撮影には衣装担当としてデザイナーの船越保孝、美術担当として映画『スワロウテイル』の制作などに携わっていたアートディレクターの種田陽平が参加している。
なお、hydeは今回の映像撮影に臨むにあたり、自分の外見を楽曲の雰囲気に合わせるため、メンバーやスタッフに相談せず、独断でヘアメイクに眉毛を全て剃り落としてもらったという。1997年の終わりごろから現在に至るまで、L'Arc〜en〜Cielのメンバーのヘアメイクを担当している荒木尚子（現：Octbre.）は、映像撮影を振り返り「眉毛を剃ってしまったときは、いろいろな人に怒られました（笑）。ご本人とやり取りしながら"剃ったほうがカッコいいのでは？"ということで進めていたのですけどね」と述懐している。余談だが、hydeは眉毛を剃った翌日に自宅の鏡に映った自分の姿を見た際、眉を剃ったことを忘れていたため、自分の顔に驚いたというエピソードを明かしている。
このミュージック・ビデオは、1999年8月11日に発表したクリップ集『CHRONICLE』に初収録されている。また、2019年12月3日には公式YouTubeアーティストチャンネルにおいて、ミュージック・ビデオに新たに制作したCMを挟んだバージョンの映像を約1週間限定で公開している。この期間限定の映像公開が終わった同年12月11日からは、同サイトでオリジナルのミュージック・ビデオの無料公開が開始されている。

## 収録曲
| #         | タイトル  | 作詞      | 作曲      | 編曲                          | 時間 |
| --------- | --------- | --------- | --------- | ----------------------------- | ---- |
| 1.        | 「花葬」  | hyde      | ken       | L'Arc〜en〜Ciel, Hajime Okano | 5:12 |
| 合計時間: | 合計時間: | 合計時間: | 合計時間: | 合計時間:                     | 5:12 |

## 楽曲解説
1. 花葬
  - 作詞: hyde / 作曲: ken / 編曲: L'Arc〜en〜Ciel & Hajime Okano

幻想的で美しさの中にも毒が潜む壮大な空気感を持つミディアム・ナンバー[3]。作曲を担当したkenは、この曲の制作について「実はもともとほぼ出来てる曲があって、それを"形にしてくれ"指令が出たから家でいじってたら、まったく別のフレーズがポロッと生まれて。こっちのほうが面白いなって思って作っていった曲[12]」と語っており、この曲のイメージついて「夜中に花びらがバーッと舞い散っている画。国で言ったら日本濃度が強いかもしれない[4]」と述べている。
なお、tetsuyaは、この曲について「L'Arc〜en〜Cielの楽曲の中でもすごく気に入っているベースライン[13]」とコメントしている。この曲のベースラインは、tetsuya独特のメロディアスかつダイナミックなものとなっており、聴こえ難い部分にも16分が細かく散りばめられている[13]。また、tetsuyaは「音が鳴ってないところでも右手は刻んでるイメージ[13]」と自身のプレイを語っており、空ピッキングもひとつのポイントとなっている[13]。さらに、運指としては1弦の方が効率的な場合でもあえて2弦を用いるといったプレイも見せている[13]。これにより音が太くなり、左手の横移動が大きくなることで勢いが増すという[13]。
そしてkenは、tetsuyaのベースラインを踏まえ、「ギターは上で漂ってる感じで。透明感が出ればいいなってやった[14]」と自身のギタープレイのアプローチについて述べている。また、yukihiroは自身のドラムプレイについて「ドラムに関してはシーケンスっぽいドラムを意識した。他のパートがすごいドラマチックに盛り上がるでしょ？その中で、1本ズーッてある感じがいいかなって思ったから[15]」と語っている。
メロディを書き上げたタイミングで、kenがhydeに「死をイメージした歌詞をつけてほしい」とリクエストしたこともあり、日本人的な死の価値観をテーマとした、"死者の世界と生者の世界との境界線があいまいになる瞬間"を描いたような歌詞が手掛けられている[14]。なお、hydeが書いた詞を読んだkenは、出来映えがあまりに秀逸であったため、改めてhydeの作詞センスに感嘆したという。
歌詞を手掛けたhydeは、作詞作業を振り返り「"和"の感じというかね、古来からある日本のことばの美しい部分とか、幻想的な部分が出ればいいなと思ってました[14]」「kenから"おどろおどろしいの"って言われて、"じゃあ、任しといて"って感じでしたね。（中略）"桜の木の下には死体が埋まってる"というイメージっぽいことも言われたんで、和の幻想的な部分と美しい部分でおどろおどろしさを表現しました[4][16]」と述べている。こういった志向から、2サビ終わりの間奏部分の英語詞以外は、すべて日本語で書き上げられている。また、hydeは歌詞について「"狂い咲き"っていうことばを使いたかったんですよ。それで、花の咲かない時期に血がいっぱい降れば、赤い点が花のように見えるんじゃないかっていう。それに、花で葬式するって、すごいロマンティックやなぁと[14]」と述べている。
なお、2サビ終わりの間奏部分に導入されたラップのような英語のフレーズはkenが作詞している。このフレーズについて、kenは「ラップというか"呪文"。ブツブツ言ってるのはhydeなんだけど、あの部分は俺が作詞に初挑戦したんですよ。曲を作ってる時点でなんとなく頭に描くことがあって[12]」と語っており、hydeに相談したうえでこの曲に取り入れたという[12]。この英語詞のフレーズは、音源ではhydeが読み上げているが[12]、ライヴではkenの担当パートとなっている。
ちなみにこの曲は、2012年に世界10都市で開催したライヴツアー「WORLD TOUR 2012」以降の公演において、アコースティックアレンジしたバージョンで披露されることも増えている。バージョンとしては、2012年開催のライヴツアー「WORLD TOUR 2012」と、2014年開催のライヴ「L'Arc〜en〜Ciel LIVE 2014 at 国立競技場」で披露した2種類が存在しており、いずれもライヴビデオの初回限定盤に付属するライヴ音源CDにそれぞれ収録されている[注 1]。
また、本作発売年にはyukihiroが手掛けたリミックスバージョン「花葬 -1014 mix-」も発表されており、その音源は14thシングル「forbidden lover」のカップリングとして収録されている。このリミックスの方向性について、yukihiroは「イメージとしてはギターを弾くようになってからのデペッシュ・モード[17]」と語っている。2000年にはリミックスアルバム『ectomorphed works』にシングル収録版とは別バージョンのリミックス音源「花葬 [0628 mix]」が収録されている。
さらに、2005年にはパートチェンジバンド、P'UNK〜EN〜CIELとして、hydeのディレクションのもとリアレンジしたうえで、この曲をセルフカバーしている。このセルフカバーは、26thシングル「New World」に「花葬 平成十七年」として収録されている。このセルフカバーではhydeの意向により、ヘヴィ・メタリックなアレンジが施されている他[18]、ア・パーフェクト・サークルの「イマジン」（ジョン・レノンのカバー）にインスピレーションを受け、コードを一から付けなおして制作されている[18]。

## タイアップ
花葬
- テレビ朝日系番組『真相究明!噂のファイル』エンディングテーマ

## 参加ミュージシャン
- hyde：Vocal
- ken：Guitar
- tetsu：Bass
- yukihiro：Drum
- 花葬
  - ken：Keyboard & Programming
  - 岡野ハジメ：Keyboard & Programming
  - 斎藤仁：Keyboard & Programming

## 収録アルバム
オリジナルアルバム
- 『ray』 (#1)

ベストアルバム
- 『The Best of L'Arc〜en〜Ciel 1998-2000』 (#1)
- 『QUADRINITY 〜MEMBER'S BEST SELECTIONS〜』 (#1)
- 『TWENITY 1997-1999』 (#1)

## 受賞
- 『第13回日本ゴールドディスク大賞 “SONG OF THE YEAR”』